# 沢田良
沢田 良（さわだ りょう、1979年（昭和54年）9月27日 - ）は、日本の政治家。元衆議院議員（1期）。

## 来歴
東京都江東区出身。日本大学習志野高等学校、日本大学芸術学部放送学科卒業。大学卒業後、両親の飲食業を継いだほか、外食業のコンサルティング業も行った。無農薬野菜の生産も手掛けていたが、東日本大震災による風評被害で農場が閉鎖に追い込まれたことを機に政治を志した。
2016年1月、維新政治塾に参加し、同年4月より藤巻健史参議院議員の秘書を務めた。
同年7月の第24回参議院議員通常選挙、2019年7月の第25回参議院議員通常選挙で埼玉県選挙区に日本維新の会（2016年はおおさか維新の会）から立候補するも、いずれも落選。
2021年10月の第49回衆議院議員総選挙では埼玉15区から立候補し、小選挙区では自由民主党の田中良生らに敗れ3位になるも、重複立候補していた比例北関東ブロックで初当選した。
2024年10月の第50回衆議院議員総選挙では埼玉15区から立候補し、小選挙区では自由民主党の田中良生らに敗れて3位となり、重複立候補していた比例北関東ブロックでも次々点で落選した。
2025年2月26日、日本維新の会が沢田の埼玉15区支部長の辞退を発表した。同月28日、日本維新の会を離党し、同年5月25日執行予定のさいたま市長選挙に無所属で立候補する意向を表明した。5月25日の投開票の結果、現職の清水勇人に敗れ落選。

## 選挙歴
| 当落 | 選挙                     | 執行日         | 年齢 | 選挙区       | 政党             | 得票数     | 得票率 | 定数 | 得票順位 /候補者数 | 政党内比例順位 /政党当選者数 |
| ---- | ------------------------ | -------------- | ---- | ------------ | ---------------- | ---------- | ------ | ---- | ------------------ | ---------------------------- |
| 落   | 第24回参議院議員通常選挙 | 2016年07月10日 | 36   | 埼玉県選挙区 | おおさか維新の会 | 22万8472票 | 7.42%  | 3    | 5/7                | /                            |
| 落   | 第25回参議院議員通常選挙 | 2019年07月21日 | 39   | 埼玉県選挙区 | 日本維新の会     | 20万4075票 | 7.33%  | 4    | 6/9                | /                            |
| 比当 | 第49回衆議院議員総選挙   | 2021年10月31日 | 42   | 埼玉県第15区 | 日本維新の会     | 4万8434票  | 21.78% | 1    | 3/3                | 1/2                          |
| 落   | 第50回衆議院議員総選挙   | 2024年10月27日 | 45   | 埼玉県第15区 | 日本維新の会     | 3万9858票  | 19.16% | 1    | 3/5                | 3/1                          |